# Villemanoche
Villemanoche ist eine französische Gemeinde mit 671 Einwohnern (Stand: 1. Januar 2022) im Département Yonne in der Region Bourgogne-Franche-Comté. Sie gehört zum Arrondissement Sens und zum Kanton Pont-sur-Yonne. Die Einwohner werden Manochons genannt.

## Geografie
Villemanoche liegt etwa 13 Kilometer nordnordwestlich von Sens. Die Yonne begrenzt die Gemeinde im Nordosten. Umgeben wird Villemanoche von den Nachbargemeinden Courlon-sur-Yonne im Norden, Serbonnes im Norden und Nordosten, Michery im Nordosten, Pont-sur-Yonne im Osten und Südosten, Saint-Sérotin im Süden, Lixy im Südwesten sowie Champigny im Westen.

## Bevölkerungsentwicklung
| 1962                       | 1968 | 1975 | 1982 | 1990 | 1999 | 2006 | 2018 |
| -------------------------- | ---- | ---- | ---- | ---- | ---- | ---- | ---- |
| 424                        | 384  | 351  | 376  | 590  | 610  | 610  | 672  |
| Quellen: Cassini und INSEE |      |      |      |      |      |      |      |

## Sehenswürdigkeiten
- Kirche Saint-Pregts aus dem 13. Jahrhundert

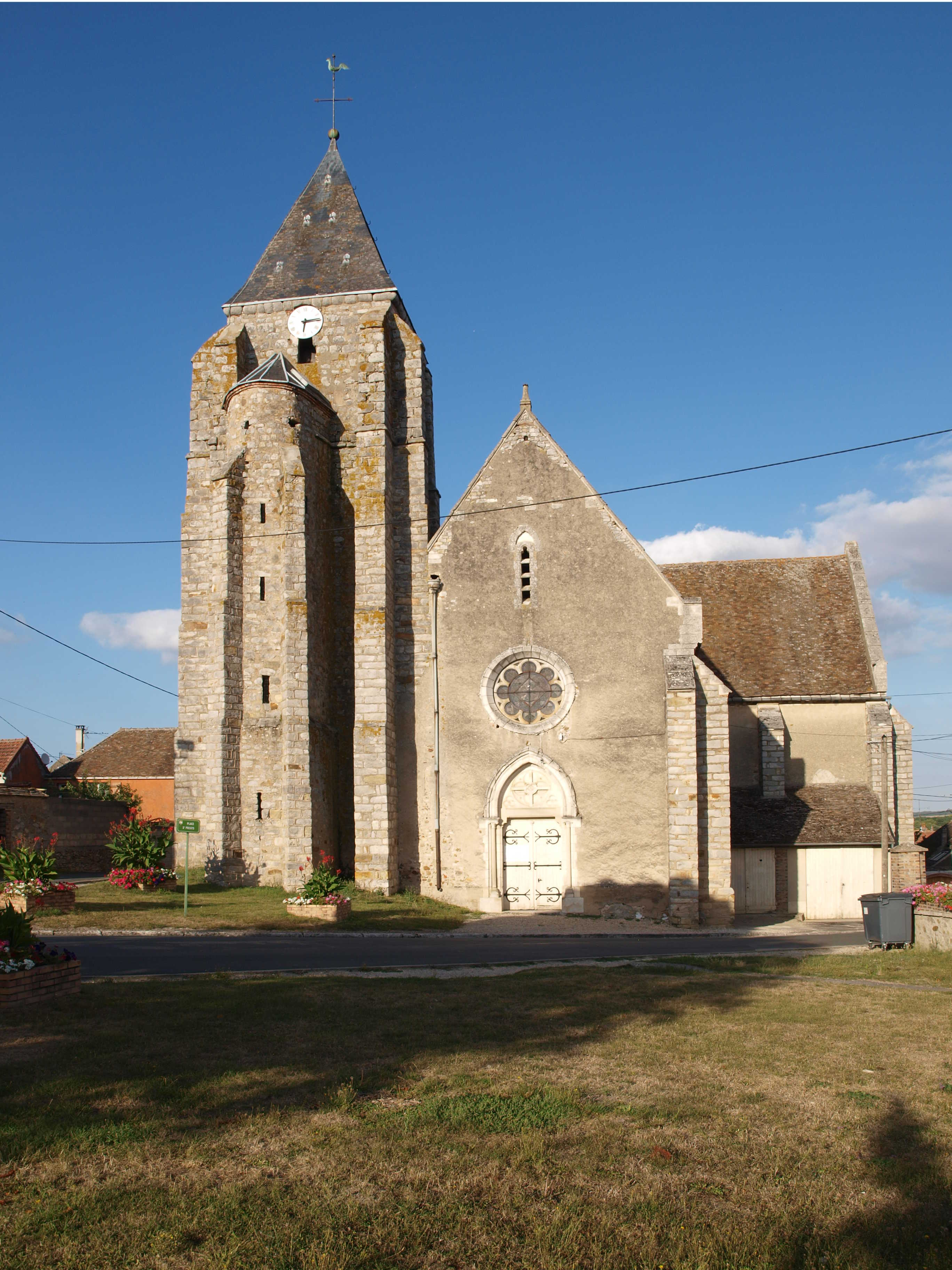
Kirche Saint-Pregts

- Wetzstein (Polissoir)